# Barroco Naryshkin

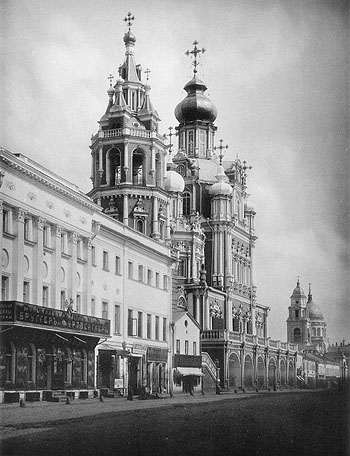
O Templo da Assunção, construído entre 1696 e 1699 é um exemplo do Barroco Naryshkin.

O Barroco Naryshkin, também conhecido como Barroco de Moscou ou Barroco Moscovita, é um estilo particular de arquitetura e decoração barroca que estava na moda em Moscou do final do século XVII ao início do século XVIII. No final do século XVII, o estilo de arquitetura barroco da Europa Ocidental combinou-se com a arquitetura tradicional russa para formar este estilo único. É chamado de barroco moscovita, pois originalmente só era encontrado em Moscou e arredores. É mais comumente referido como barroco de Naryshkin, já que a primeira igreja projetada neste estilo foi construída em uma das propriedades da família Naryshkin.

## História
A primeira igreja construída no estilo barroco de Naryshkin foi a Igreja da Intercessão da Virgem Santa na aldeia de Fili, que foi construída na propriedade da família Naryshkin, que eram boiardos de Moscou. O membro desta família que mais se relaciona com este estilo de arquitetura é Lev Kirillovich Naryshkin, tio de Pedro, o Grande. Lev Naryshkin ergueu esta primeira igreja com a ajuda de um arquiteto, que se presume ser Yakov Bukhvostov. Essa igreja se tornou o marco do estilo barroco de Naryshkin e inspirou a construção de outras igrejas nesse estilo em Moscou.
O barroco de Naryshkin foi contrastado com o barroco petrino, preferido por Pedro o Grande e amplamente utilizado em São Petersburgo. O contraste desses dois estilos é exemplificado pela cor, forma, escala e os materiais usados. A Catedral de São Pedro e São Paulo em São Petersburgo e a Torre Menshikov em Moscou são exemplos notáveis do estilo barroco petrino.

## Arquitetos notáveis
Os arquitetos mais importantes que trabalharam no estilo barroco de Naryshkin foram Yakov Bukhvostov e Pyotr Potapov.